# Набережное (Нижегородская область)
Набережное — деревня в Тонкинском районе Нижегородской области. Входит в сельское поселение Большесодомовский сельсовет.

## География
Находится на правом берегу реки Уста на расстоянии примерно 14 километров по прямой на запад-юго-запад от районного центра поселка Тонкино.

## История
В деревне в 1870 году учтено было хозяйств 16, жителей 97, в 1916 34 и 156 соответственно. В период коллективизации создан колхоз «Крестьянин». 

## Население
Постоянное население  составляло 36 человек (русские 100%) в 2002 году, 24 в 2010 .